# إليكترا ريكوردز
إليكترا ريكوردز (بالإنجليزية: Elektra Records) هي علامة تسجيل أمريكية رئيسية تملكها مجموعة وارنر ميوزك غروب، أسست في عام 1950 عن طريق كل من جاك هولزمان وبول ريكولت. لعبت دورا هاما في تطوير الموسيقى الشعبية المعاصرة وموسيقى الروك بين 1950 و1970. في عام 2004، وقع دمجها مع مجموعة أتلانتيك ريكوردز. بعد خمس سنوات من السكون، أعيد إحياء العلامة كصورة للمجموعة أتلانتيك وذلك في عام 2009. اعتبارا من أكتوبر 2018، خرجت إليكترا من مظلة أتلانتيك ريكوردز واعيد تنظيمها صلب ما يعرف الآن مجموعة إليكترا الموسيقية، وباتت الشركة تعمل كعلامة مستقلة تديرها شركة وورنر للموسيقى.